# Prat d'Albis
Le Prat d'Albis est un plateau d'altitude des Pyrénées culminant à 1 211 mètres d'altitude près de Foix, en Ariège (France). En bordure du Prat d'Albis, au roc du plat de Redon, se trouve l'émetteur-récepteur Foix-1.

## Toponymie
Prat, du latin pratu(m) qui signifie « prairie », a donné à l'occitan les nombreuses appellations de Prat, Prade, Prades, Pradère ; d'Albis se réfère à la famille d'Albi. Cette famille d'origine catalane (dont le nom n'a aucun rapport avec la ville d'Albi), est d'abord au service du comte de Foix dans l'une de ses possessions catalanes, puis finit par s'établir dans la cité comtale elle-même, où elle devient l'une des plus puissantes de la ville (cf. Raymond d'Albi, Bernard d'Albi au XIVe siècle). Prat d'Albis signifie donc « la prairie de la famille d'Albi » ou « la prairie des Albi », cette partie de la montagne étant une propriété familiale,. La rue d'Albi à Foix est la rue où cette famille avait son hôtel.

## Géographie
À la limite des communes de Ganac, Prayols, Montoulieu et Saurat et dans le périmètre de la forêt domaniale du Consulat de Foix, le Prat d'Albis est accessible par la D421, longue route sinueuse de moyenne montagne susceptible d'être fermée en période hivernale.

## Histoire
Dès la fin 1942, des parachutages destinés à la Résistance sont organisés sur le plateau par Irénée Cros (1887-1943), un des responsables de Combat pour l'Ariège.
Le 31 juillet 1944, une trentaine de miliciens entreprit une expédition contre le maquis. Ils rentrèrent bredouilles mais ils incendièrent complètement le refuge forestier de la Trabinade et la maison forestière du Calmil.

## Activités

### Randonnée
Le Prat d'Albis est accessible en randonnée pédestre, notamment depuis Ganac. Le plateau constitue un belvédère sur la ville de Foix en contrebas, sur le Plantaurel et sur les plus hauts sommets des Pyrénées.

### Cyclisme
Le Prat d'Albis est pour la première fois au programme du Tour de France en 2019. La quinzième étape partie de Limoux (Aude) le 21 juillet 2019 arrive au Prat d'Albis après 185 km de course. Ce final est classé en 1re catégorie avec une ascension de 11,8 km à 6,9 % de pente moyenne avec une partie à 14 % entre le 3e et le 4e km. Simon Yates y remporte l'étape devançant Thibaut Pinot.

### Parapente
C'est un site de décollage décrit par la Fédération française de vol libre pour la pratique du parapente, orienté nord à nord-ouest avec un décollage à 42° 55′ 18″ N, 1° 34′ 53″ E. Le record du site, qui est aussi le record de l'Ariège, est détenu par Éric Daigremont avec 169,84 km le 20 avril 2018.

### Art contemporain
L'artiste Claudius de Cap Blanc y avait érigé un « jardin vulvolithique » auprès duquel il s'est donné la mort en 2022.

### Élevage
C'est historiquement une zone d'élevage en estive dont la qualité pastorale de la végétation s'est cependant dégradée.

### Projet éolien
Étudié par une société toulousaine, un projet d'implantation de quinze grandes éoliennes sur le haut-plateau soulève une polémique localement importante menée dès octobre 2019 par le maire de Foix, bien que cette commune proche ne soit pas sur le plateau. À cette date, tous les projets éoliens en Ariège ont été éconduits.